# Айлант Антона Горбачевського
Айлант Антона Горбачевського — ботанічна пам'ятка природи місцевого значення в Україні.
Айлант зростає на вул. Степана Бандери, у сквері навпроти будинку № 27 (т. зв. «Вілла Горбачевських») у місті Чорткові Тернопільської області.
Оголошено рішенням Тернопільської обласної ради № 44 від 8 вересня 2006 року «Про внесення змін та доповнень до мережі природно-заповідного фонду Тернопільської області». Перебуває у віданні Чортківської міської ради.
Площа 0,01 га. 
Під охороною — дерево айланта найвищого (китайського ясена) віком близько 50 років, діаметром 58 см, обхват стовбура на висоті 1,3 м — 197 см.
Перші скелетні гілки розгалужені на висоті 2 м; проєкція крони з півночі на південь — 8 м, із заходу на схід — 7,5 м. Має науково-пізнавальну, історико-культурну та естетичну цінність.